# 오스트리아 시민포럼

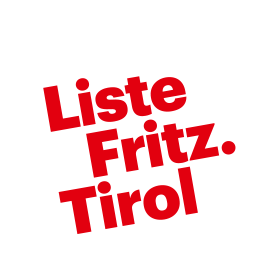

오스트리아 시민포럼(독일어: Liste Fritz Dinkhauser, 리스테 프리츠 딩크하우저[*], 약칭 FRITZ)은 티롤에서 주로 활동하는 오스트리아의 군소 정당이다.